# Crash Point Zero

Crash point zero est un téléfilm américain réalisé par Jim Wynorski et diffusé en 2001 à la télévision.

## Synopsis
Un scientifique découvre une arme puissante inventée par Nikola Tesla au début du XXe siècle. Malheureusement, l'avion contenant l'arme et des passagers s'écrase dans les montagnes du Canada où ils devront tout faire pour survivre.

## Fiche technique
- Titre original : Crash point zero
- Scénario : Steve Latshaw
- Durée : 93 min
- Pays :  États-Unis

## Distribution
- Treat Williams : Agent Jason Ross
- Hannes Jaenicke : Julian Beck
- Gary Hudson : Capitaine Ed Lorenzo
- John Beck : Docteur Maurice Hunter
- Julie St. Claire : Nadia Hunter
- Ava Fabian : Jessica Martin
- Steve Franken : Stuart Elliott
- Susan Blakely : Barbara Esmond
- Lorissa McComas : Wendy Yates
- J. Patrick McCormack : Bob Yates
- Bridget Butler : Claudine de Laar
- John Putch : George
- Allan Kolman : Peter
- Richard Riehle : Alan Douglas
- Sean Kanan : Don Spengler
- William Monroe : Herb Carver
- Jack Shearer : Rance
- Nikki Fritz: Linda, superviseure du trafic aérien
- Eric Baum : Winston, contrôleur du trafic aérien
- Troy Gilbert : Billy
- Marcus Salgado : Nick
- Scott L. Schwartz : Ours
- Tom Jourdan : Agent Wentworth
- Christine Mitges : Jackie Underwood
- George 'Buck' Flower : Edward Simmons, conducteur du train
- Lenny Juliano : Nelson
- Marc Vahanian : Pilote
- Robert Covarrubias : Vargas
- Bongo : L'ours
- Kyle T. Heffner